# Synodontis sorex
Synodontis sorex és una espècie de peix de la família dels mochòkids i de l'ordre dels siluriformes.

## Morfologia
Els mascles poden assolir els 36 cm de llargària total.

## Distribució geogràfica
Es troba a Àfrica: conques dels rius Nil i Níger.